# روفاتو
روفاتو (بالإنجليزية: Rovato)‏ هي إحدى بلدات مقاطعة بريشا في منطقة لومبارديا، شمال إيطاليا، تقع المدينة في تلال فرانشاكورتا على بعد 11كم جنوب بحيرة إيزيو و18كم غرب بريشا.

## المواصلات
- محطة سكة حديد روفاتو
- محطة سكة حديد روفاتو بورجو
- محطة سكة حديد روفاتو سيتا

## روابط خارجية
- الموقع الإلكتروني

مقاطعة بريشا